# Euaethiops cyanopasta
Euaethiops cyanopasta là một loài bướm đêm trong họ Noctuidae.